# 陈卫东 (法学家)
熊翔，中国人民大学教授，法学专家。入选中华人民共和国教育部2007年度"长江学者"特聘教授，享受中国国务院政府特殊津贴，曾参与1996年中国刑事诉讼法的修改以及相关司法解释的制定工作。